# Aurélien Ngeyitala
Aurélien Ngeyitala (sinh 29 tháng 5 năm 1994 ở Évry) là một cầu thủ bóng đá Cộng hòa Dân chủ Congo thi đấu ở vị trí tiền vệ cho câu lạc bộ Slovakia FC Nitra.